# 赤見昌泰
赤見 昌泰（あかみ まさやす）は、戦国時代の武将。甲斐武田氏家臣。後に後北条氏家臣。

## 生涯
父は上野沼田氏の一族で武田家臣となった赤見泰拠。永禄11年（1568年）7月に武田信玄より信濃飯山での戦功を賞されているのが昌泰の史料上の初見である。同年12月に起こった武田氏の駿河侵攻にも従軍し、薩埵山での戦功を賞され、後の遠江侵攻においても数度にわたる武功を挙げたという。天正10年（1582年）3月に武田氏が滅亡した後に発生した天正壬午の乱では父・泰拠と共に後北条氏に従い、禰津城（現・東御市）の攻撃において武功を挙げた。翌年（1583年）頃には父の家督を継ぎ、上野中山城（現・高山村）将を務めて一族の故郷である沼田領との境目を守備した。中山城は吾妻・沼田領を確保した真田氏に属していたが、天正壬午の乱の終結を受けて後北条氏が上野支配を目論み同年に奪取したとみられる。小田原合戦後は上野高崎城主・井伊直政、同沼田城主・真田信幸に仕えた後、慶長4年（1599年）頃に陸奥会津の上杉景勝に仕えたという。関ヶ原の戦い後の動向は一時不明となるが、水戸徳川家への仕官を図っていたとみられ、水戸藩家老・中山信吉に自身の武田家臣時代以来の戦功覚書を提出している。その後同19年（1614年）には越後高田藩主・松平忠輝に仕え、忠輝改易後は上野高崎藩主・安藤重信に仕えた。没年は寛永2年（1625年）であり、法名は宗益。